# Moses Fleetwood Walker
Moses Fleetwood Walker (Mount Pleasant, Ohio; 7 de octubre de 1856 – Cleveland, Ohio; 11 de mayo de 1924) fue un beisbolista, escritor, inventor y activista contra el racismo estadounidense. Es considerado el primer pelotero afroamericano en arribar a una liga mayor en los Estados Unidos.

## Infancia y juventud
Moses Fleetwood Walker fue el quinto de seis hijos de Moses W. y Carolina  Walker, ambos mulatos. La pareja se estableció en la localidad de Mount Pleasant, en Ohio, donde no encontraron dificultad en integrarse al poblado, a pesar de la difícil situación debido al racismo en el país. Esto se debió a que la población estaba formada por cuáqueros, de pensamiento abolicionista.
La familia se mudó en 1877 a Oberlin, en el mismo estado, por las labores de predicador del padre. Allí Moses ingresó a la escuela local, el Oberlin College, junto a su hermano Weldy, favorecidos por la admisión de afroamericanos en sus instalaciones. Como estudiante fue destacado, pero fue el béisbol el que atrajo más al joven. Su posición en el terreno era la de catcher. Terminada la escuela se dirigió junto a su prometida y su hermano a la Universidad de Míchigan, a estudiar leyes. Y luego, por sus labores deportivas, se dirigió a New Castle, en Pensilvania, en 1882.
En esta localidad era considerado por el periódico local como “uno de los mejores catchers del país”. A esto hay que agregar que tal posición en el campo, en esa época, era sumamente brutal por la casi ausencia de equipo protector. En ese tiempo llamó la atención de William Voltz, quien le hizo firmar para los Toledo Blue Stockings de la liga del Noroeste (Northwestern League) en 1883; esto, además, le favorecería para pagar sus estudios, que de todos modos dejó en mayo de ese año. Con aquel equipo logró el título, y un promedio a la ofensiva de .251. Asimismo, con este equipo participó en juegos de exhibición con novenas de las ligas mayores.

## Debut en ligas mayores
Debido al éxito, los Blue Stockings pasaron a formar parte de la Asociación Americana (American Association) en 1884. Así, Walker y su hermano se convirtieron en los primeros afroamericanos en jugar en ligas mayores, pues esta organización, junto a la Liga Nacional, eran consideradas de este nivel en los Estados Unidos. Durante su estadía, Moses enfrentó la aversión de algunos aficionados y de la prensa (especialmente del sur del país), y hasta de sus compañeros. Uno de ellos, George Mullane, el lanzador estelar, dijo acerca de él: «Era el mejor catcher con el que he trabajado, pero no me gustaban los negros, dondequiera que le lanzaba, lo hacía con lo que yo quería lanzar, sin atender a sus señales». Debido a esto, Walker no adivinaba muchos de los tiros y sufrió por esto no pocas lesiones.
El debut de Moses fue el 1 de mayo de 1884. En 42 juegos tuvo un respetable promedio de bateo de .263 (40-152), y se destacó también como un buen corredor de bases, considerando las lesiones que le hicieron perder juegos en la temporada. Su hermano Weldy, por su parte, solo participó en seis juegos. Después de esa incursión, Walker participó por dos años en el equipo local de Waterbury, Connecticut. En 1886 el mánager de este equipo, Charley Hackette, decidió trasladarse a Newark, como parte de la Liga Internacional (International League). Moses, junto al lanzador George Stovey (también negro), formaron una batería sensacional.
En julio de 1887, un incidente afectaría la carrera de Moses y de los afroamericanos en general en el béisbol de los Estados Unidos. Los Chicago White Stockings jugarían el 14 de julio un partido de exhibición contra la novena de Newark, pero su mánager y jugador, Cap Anson, anunció que no jugaría contra un equipo que incluyese afroamericanos. La reacción de Newark ante esta propuesta fue la de asentir ante el rechazo. La Liga Internacional (después renombrada Asociación Internacional), por su parte, votó para no aceptar a jugadores negros en sus organización. A pesar de esto, Walker pudo mantenerse en la entidad, y en 1888 acompañó a Hackett al equipo de Siracusa, en Nueva York. En ese tiempo, en Toronto, Canadá, tuvo un incidente en el cual sacó un arma para ahuyentar a un grupo de hostiles que le acechaban. Su estatus en el club era, con todo, prominente; tanto que en una cena de final de año fue el portavoz de los compañeros de su club.
Su última temporada como pelotero fue en 1889. Era en ese entonces el último jugador negro de la Asociación Internacional. Sus habilidades, por otro lado, habían disminuido. Con su retirada, sería hasta la incursión de Jackie Robinson que la Liga Internacional albergaría a un jugador afroamericano.

## Vida después del béisbol
Después de su carrera deportiva, Moses trabajó como empleado postal en Siracusa, Nueva York. Aparte de sus labores cotidianas, se dedicó en 1891 al desarrollo de proyectiles de artillería. Sin embargo, ese mismo año tuvo que enfrentar un hecho de sangre en el cual se vio envuelto. Una noche, después de beber en un bar, se encontró con un grupo de hombres blancos con quienes intercambió palabras ofensivas; la situación llegó al punto de que alguien le lanzó una piedra, y acto seguido los rufianes se abalanzaron sobre Moses, quien sacó un cuchillo. En medio de la escaramuza hirió a un tal Curly Murray, quien murió esa misma noche.
Walker fue arrestado bajo cargos de asesinato. El proceso legal fue llevado con expectación por la prensa de Siracusa. Él, a la hora del juicio, se enfrentó con dignidad a los cargos, con la presencia de su esposa y sus tres hijos. Al final fue absuelto por un jurado compuesto entero por personas de raza blanca. En Steubenville, Ohio, fue acusado de robo de correo un año después. En esta época Moses enfrentó la muerte de su padre (1891), su madre (1893) y esposa en 1895. Aunque se casó nuevamente en 1898, no tuvo más hijos.  
Moses fue un crítico de los asuntos raciales en su país. De hecho publicó, junto a su hermano, el periódico The Equator, dedicado a este tema. Pero sus ideas variaron al inicio del nuevo siglo en una visión que proponía el regreso de los negros al continente africano; tales conceptos los expresó en su obra Our Home Colony.  Los hermanos incluso montaron una agencia de viajes para ayudar a afroamericanos a partir hacia Liberia.  
El resto de su vida lo pasaría en la localidad de Cádiz, en Ohio. Allí administraría una sala de ópera donde se exhibían filmes. En el año 1920 nuevamente hizo incursiones en la invención al mejorar la recarga y el cambio de las cintas de películas. Después de la muerte de su esposa se mudó a Cleveland, donde falleció de neumonía. Fue enterrado en Steubenville en una tumba sin lápida. Fue hasta 1990 que los miembros del Oberlin College's Heisman Club instalaron una lápida que decía: "Primer pelotero afroamericano de las ligas mayores de béisbol de los Estados Unidos”.

## Miscelánea
- Moses y Weldy Walker se convirtieron en los afroamericanos segundo y tercero respectivamente, en jugar en una liga de béisbol dominada por gente de raza blanca; el primero en la historia fue Bud Fowler .